# Rose Finger
Rose Finger（로즈핑거）是JZ Factory 娛樂和Yechan Media旗下的四人女子組合由Hayan (하얀)Hyebin (혜빈)Segye (세계)Soobin (수빈)Daun (다운)所組成 他們於2018年10月3日首次亮相，並發行了第一支數位單曲《 Vol.1 Mix Tape Boom＆Beat＆Clap》。
2019年 Soobin (수빈) 退出組合 之後rose Finger以4人體制繼續活動
2020年rose Finger解散，因為該公司刪除了所有內容和社交媒體。之後成員Segye Daun和Hyebin也在公司的新的組合AREAL中出道。

## 已離開成員
| 藝名          | 擔當     | 活動期間  |
| ------------- | -------- | --------- |
| Hayan (하얀)  | 不適用   | 2017–2020 |
| Hyebin (혜빈) | Vocalist | 2017–2020 |
| Segye (세계)  | 不適用   | 2018–2020 |
| Soobin (수빈) | Rapper   | 2018–2019 |
| Daun (다운)   | 不適用   | 2019–2020 |